# EV Волка
EV Волка (лат. EV Lupi) — двойная затменная переменная звезда типа Алголя (EA) в созвездии Волка на расстоянии приблизительно 3103 световых лет (около 951 парсека) от Солнца. Видимая звёздная величина звезды — от +12,5m до +9,8m. Орбитальный период — около 15,312 суток.

## Характеристики
Первый компонент — жёлто-белая звезда спектрального класса F. Радиус — около 4,39 солнечных, светимость — около 33,649 солнечных. Эффективная температура — около 6637 K.